# Arnolphe de Louvain
Arnolphe de Louvain (ou Arnulf), né vers 1200 et décédé en 1250, était un moine et poète de l’abbaye cistercienne de Villers-en-Brabant dont il fut l'abbé de 1240 à 1250. Après avoir rempli cette charge pendant 10 ans, il y renonça dans l’espoir de pouvoir se retirer dans une vie plus ascétique et consacrée à l'étude. Il mourut cependant dans l’année qui suivit. Peu de choses sont connues à son sujet, sinon ses écrits.

## Écrits
Il compila le premier volume des annales de l’abbaye de Villers (1146-1240). Son Excerptum Speculi Caritatis est une adaptation du Summa Causum de Raymond de Peñafort. Arnulf est probablement l’auteur du Membra Jesu Nostri, un cycle de cinq poèmes, chacun étant une méditation sur une des blessures du Christ crucifié. Au XVIIe siècle, Paul Gerhardt en écrivit une adaptation en allemand qui deviendra O Sacred Head, Now Wounded en anglais. Ce cycle fut également mis en musique par Dietrich Buxtehude.
Ses poèmes furent attribués à Bernard de Clairvaux parce qu’en accord avec la spiritualité de ce dernier. Toutefois, les preuves avancées ne sont pas convaincantes. Le Membra Jesu Nostri apparait dans les travaux de Bernard de Clairvaux 200 ans après sa mort. Quand les monastères furent fermés par les révolutionnaires français, tous les manuscrits s’y rapportant disparurent. L’identité du véritable auteur du Membra Jesu Nostra reste une énigme.

## Sources
- (de) Guido Maria Deves et Clemens Blume, Ein Jahrtausend Lateinischer Hymnendichtung, Leipzig, O. R. Reisland, 1909.
- (en) Stephen A. Hurlbut, Hortus Conclusus : A Series of Mediaeval Latin Hymns With Selected English Renderings, Washington, D.C., St. Albans, 1936
- Anonyme. Biographie Nationale de Belgique, 1866, I, 469.
- Anonyme. Histoire Littéraire des Pays Bas, 1769, XVI, 52-58.

- (en) Cet article est partiellement ou en totalité issu de l’article de Wikipédia en anglais intitulé « Arnulf of Leuven » (voir la liste des auteurs).